# Chitty Chitty Death Bang
"Chitty Chitty Death Bang" (em português, "O Homem de Branco") é o terceiro episódio da primeira temporada da série de comédia animada Uma Família da Pesada. O enredo mostra Peter tentando consertar a festa de um ano de seu filho Stewie, já que perde a reserva feita em um restaurante popular entre crianças conhecido como Cheesie Charlie. Ao mesmo tempo, Meg se torna amiga de uma garota emotiva chamada Jennifer, levando-a para participar de um culto de morte para que ela se sinta acolhida.
O episódio foi escrito por Danny Smith e dirigido por Dominic Polcino, primeira produção de ambos na série. Butch Hartman, Waylon Jennings, Rachel MacFarlane e John O'Hurley fizeram participações, juntamente com os dubladores de personagens secundários. Grande parte da história mostra o típico estilo de humor da série, que são os cortes fazendo referências culturais ao Incrível Hulk, Os Gatões, Os Três Porquinhos e  Couplehood. O título "Chitty Chitty Death Bang" foi baseado nos programas de rádio de 1930 e 1940, principalmente na antologia de terror Suspense, que exibia diversos elementos relacionados com morte e assassinato.
Vários elogios vieram do crítico televisivo Ahsan Haque pelo enredo e uso de referências culturais.

## Enredo
Lois Griffin reservou um dia no centro de entretenimento familiar Cheesie Charlie para comemorar o aniversário de um ano de seu caçula Stewie, e manda seu marido e o filho mais velho para depositar um cheque no lugar. No entanto, desde que chega ao local, Peter trata de perder a reserva — o que deixará Lois chateada. Ele afirma que Cheesie Charlie é um lugar do mal, mas Lois não acredita na história; no entanto, ela decide acreditar no marido, quando ele afirma ter planejado uma festa extravagante em casa.
A filha dos Griffin, Meg, tem problemas para fazer amigos e se encaixar em algum grupo na escola. Ela conhece e logo se torna amiga de uma garota chamada Jennifer, e é convidada para ir numa festa, mas é impedida por Lois, já que o evento acontecerá no mesmo dia do aniversário de Stewie. Enquanto isso, o filho menor interpreta o significado de seu aniversário e chega a conclusão que o mesmo misterioso "homem de branco" que o fez recém-nascido retornará para forçá-lo a voltar para o útero. Stewie decide viajar para outro país e contratar mercenários para ajudá-lo em uma revanche contra o homem de branco. Chega ao aeroporto antes de decidir que deve enfrentá-lo sozinho depois de tudo que aconteceu.
Peter falha ao fazer a festa de aniversário, até que coloca vários integrantes de um circo no quintal de sua casa, salvando o dia — isto é, até revelar a Lois que deu permissão para que Meg fosse à festa na casa de sua amiga; ele tenta tirar a filha da outra comemoração. A família Griffin desconhece que, na verdade, a festa é uma reunião onde os membros cometerão suicídio em massa, bebendo um ponche envenenado. O responsável pelo culto conhece Meg e está quase pronto para ingerir a bebida, mas Peter chega rapidamente e faz um convite comovente para a filha, chamando os outros membros da reunião para a festa de Stewie também: todos eles (com exceção do líder) aceitam e fazem um brinde. Peter e Meg não bebem o ponche envenenado, mas Jennifer e os outros fazem isso e imediatamente, morrem. O mentor percebe que houve uma sobrevivente e então, coloca sua roupa branca e segue para a casa dos Griffin. O pai e a filha correm e chegam em casa a tempo de ver o bolo erótico comprado por Peter. Ao mesmo tempo, Stewie faz uma armadilha para o líder e mata-o, achando que ele era o "homem de branco". O episódio termina com Stewie fazendo seu pedido de aniversário, que primeiramente seria uma bomba caindo, contudo ele muda de ideia e deseja que todos estejam vestindo roupas de disco e dançando.

## Produção

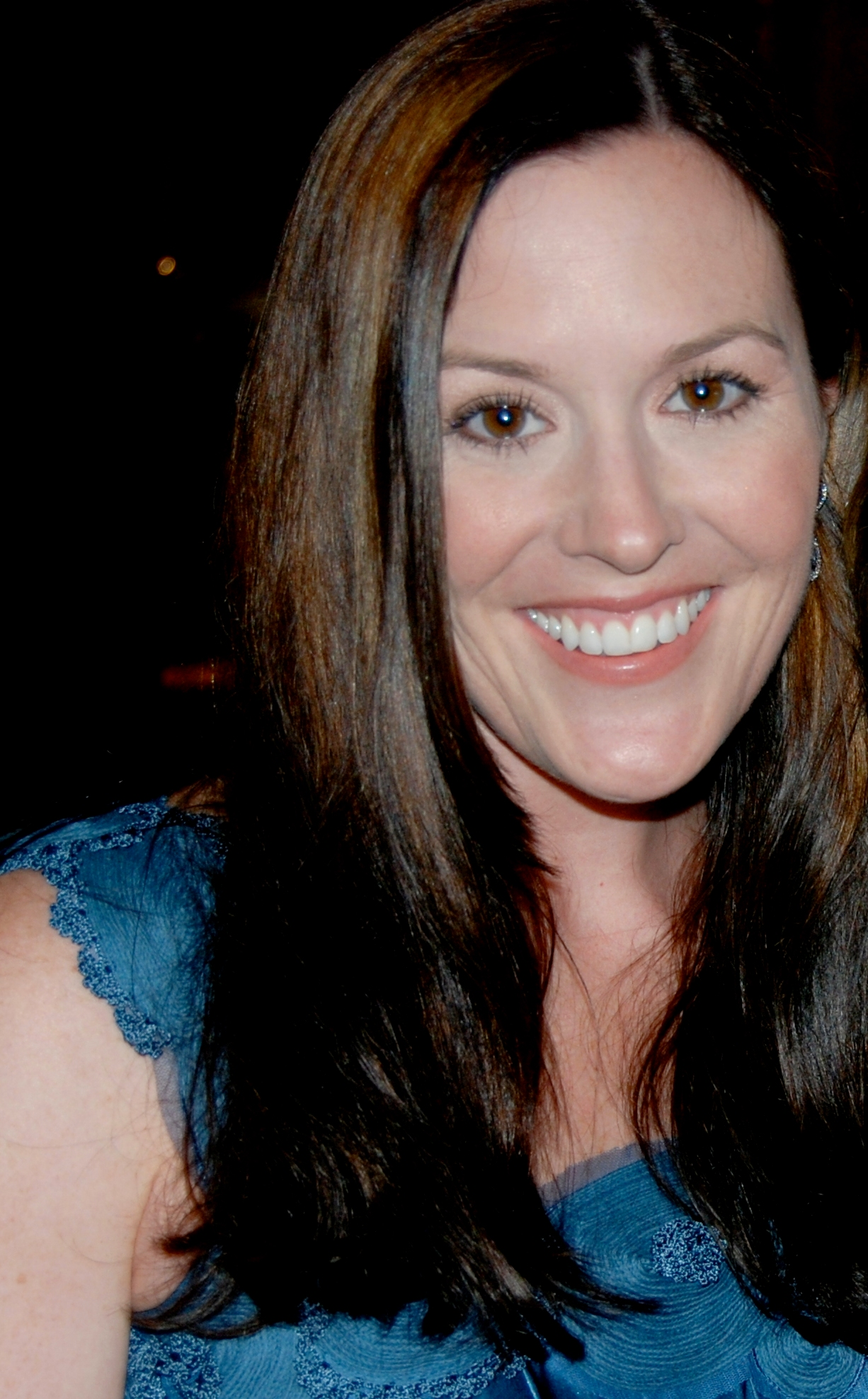
Este foi o primeiro episódio a incluir a participação da irmã do criador da série (Seth MacFarlane) Rachel MacFarlane como dubladora.

"Chitty Chitty Death Bang" foi escrito por Danny Smith e dirigido por Dominic Polcino, o primeiro episódio de ambos na série Family Guy. A equipe de escritores incluiam os dubladores Mike Henry e Andrew Gormley, enquanto Ricky Blitt, Chris Sheridan e Neil Goldman foram editores da história. Para ajudar Polcino na direção do episódio, Peter Shin e Roy Allen Smith atuaram como diretores supervisores.
Adicionalmente com o elenco habitual, o ator e comediante Patrick Bristow, o animador, produtor executivo, diretor de animação e produtor Butch Hartman (que interpretou Mr. Weed, o chefe de Peter e vários outros personagens), o escritor Gary Janetti (que dublou Demon e Riff), o ator John O'Hurley e Waylon Jennings (que interpretou ele mesmo) fizeram participações especiais. Membros do elenco recorrente incluiram Mike Henry como Cleveland Brown e Lori Alan que dublou  Diane Simmons. Este é o primeiro episódio em que a irmã de Seth MacFarlane, Rachel MacFarlane, faz a dublagem de um personagem, neste caso, de Jennifer. No futuro, ela se tornaria uma dubladora recorrente na série a  convite do irmão, mas precisou participar de uma audição antes.
Assim como os quatro primeiros episódios da temporada, o título "Chitty Chitty Death Bang" foi inspirado em programas de rádio de 1930 e 1940, principalmente na antologia de terror "Suspense", que exibia diversos elementos relacionados a morte e assassinato. Essa base foi tirada após o quarto episódio do seriado, em "A Hero Sits Next Door", devido ao fato de que os episódios estavam se tornando cada vez mais difíceis de serem identificados e distinguidos.